# Muskarinreceptorer

Strukturformel för acetylkolin, signalsubstansen i muskarinreceptorer och andra kolinerga receptorer.

Strukturformel för muskarin, som också aktiverar muskarinreceptorer.

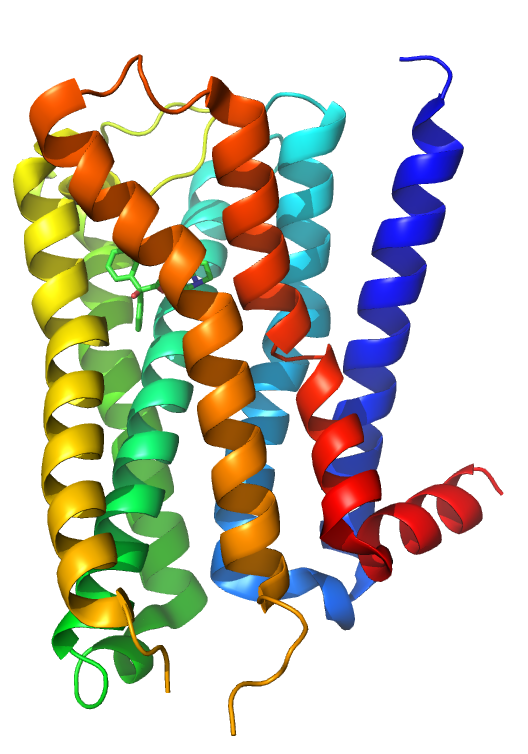
Struktur för muskarin M2-receptor bunden till en antagonist.

Muskarinreceptorer eller muskarinerga acetylkolinreceptorer är en slags receptorer som finns i parasympatiska nervsystemet. Ämnet som aktiverar muskarinreceptorer är acetylkolin vilket innebär att receptorerna är kolinerga, men som också kan aktiveras av muskarin varifrån namnet kommer.
Muskarinreceptorer är G-proteinkopplade receptorer. De finns i cellmembranet i framför allt hjärnan, men också hjärtat, glatt muskulatur och flera andra ställen i kroppen. Muskarinreceptorerna är mål för flera läkemedel.
Det finns flera klasser av muskarinreceptorer:
- Muskarin M1-receptor: Finns i hjärnan (hippocampus, hjärnbarken, perifera ganglierna) och påverkar icke-viljestyrda kroppsfunktioner, minne och inlärning.[4]
- Muskarin M2-receptor: Finns i hjärnan, hjärtat och glatt muskulatur.[5]
- Muskarin M3-receptor: Förmedlar kolinergt sammandragande, bland annat i bronkernas glatta muskulatur.[6]
- Muskarin M4-receptor: Finns i lungor och corpus striatum.[7]
- Muskarin M5-receptor: Finns i flera organ.[8]

Agonister till muskarinreceptorerna används som läkemedel mot Parkinsons sjukdom, muntorrhet, med fler sjukdomar. Antagonister innefattar atropin, propiomazin och skopolamin.